# Bianca Trumpf
Bianca Trumpf (* 19. September 1983 in Berlin) ist eine ehemalige deutsche Handballspielerin.

## Karriere
Die 1,80 m große Rückraumspielerin begann im Alter von 9 Jahren das Handballspielen bei den Reinickendorfer Füchsen. 2005 wechselte sie zum Berlin-Lichtenberger Club SV BVG 49. Ab der Saison 2006/07 stand sie beim TV Beyeröhde unter Vertrag und erreichte dort bereits in ihrer ersten Saison den Aufstieg in die Bundesliga. Im Sommer 2008 schloss sie sich dem Frankfurter Handball Club an. Nach zwei Jahren beim FHC wechselte sie zum Zweitligisten Füchse Berlin. 2014 stieg sie mit Berlin in die Bundesliga auf. Nachdem die Füchse Berlin ihre Mannschaft nach der Saison 2015/16 aus der Bundesliga zurückzogen, schloss sie sich dem Drittligisten MTV 1860 Altlandsberg an. Im November 2016 wurde ihr Vertrag aufgelöst. Anschließend kehrte sie zu den Füchsen Berlin zurück. Mit Berlin stieg sie 2017 in die 2. Bundesliga auf. Nach der Saison 2017/18 beendete sie ihre Karriere.